# Julien Drion
Julien Drion (...) è un attore francese.

## Biografia
Ha esordito come attore nel 2008 in un episodio della serie televisiva Diane, uno sbirro in famiglia. Da allora ha recitato in diverse serie televisive come Spiral, Alice Nevers - Professione giudice, Nina, Balthazar, Destini in fiamme,  Emily in Paris e Candice Renoir.
Ha recitato anche in diversi cortometraggi e nel film antologico The Male Gaze: The Boy Is Mine.

## Filmografia

### Cinema
- Juventa, regia di Émilie Lamoine - cortometraggio (2008)
- Du blanc à l'âme: white spirit, regia di Aude Thuries - cortometraggio (2017)
- Petits soldats, regia di Julien Magnan - cortometraggio (2017)
- Pompon Girl, regia di Adriana Soreil - cortometraggio (2018)
- Lunaire, regia di Raphaël Descraques - cortometraggio (2018)
- La persistente, regia di Camille Lugan - cortometraggio (2018)
- Fait divers, regia di Léon Yersin - cortometraggio (2018)
- Diversion, regia di Mathieu Mégemont - cortometraggio (2018)
- Johnny, regia di Jerome Casanova - cortometraggio (2018)
- The Male Gaze: The Boy Is Mine, regia di Maria Balduzzi, Jerome Casanova, Rafael Ruiz Espejo, Nicolas Jara ed Anette Sidor (2020)

### Televisione
- Diane, uno sbirro in famiglia (Diane, femme flic) – serie TV, 1 episodio (2008)
- Spiral (Engrenages) – serie TV, 1 episodio (2008)
- Duval et Moretti – serie TV, 1 episodio (2008)
- Alice Nevers - Professione giudice (Le juge est une femme) – serie TV, 1 episodio (2011)
- Simple, regia di Ivan Calbérac – film TV (2011)
- Soldat blanc, regia di Erick Zonca – film TV (2014)
- En immersion, regia di Philippe Haïm – miniserie TV, 2 episodi (2015)
- Nina – serie TV, 1 episodio (2017)
- A Musée vous, à musée moi – serie TV, 3 episodi (2018)
- Balthazar – serie TV, 1 episodio (2018)
- La tregua (La trêve) – serie TV, 6 episodi (2019)
- Un si grand soleil – serie TV, 30 episodi (2018-2019)
- Destini in fiamme (Le Bazar de la Charité), regia di Alexandre Laurent – miniserie TV, 3 episodi (2019)
- Emily in Paris – serie TV, 1 episodio (2020)
- Candice Renoir – serie TV, 1 episodio (2021)